# Delay Point
Der Delay Point (englisch für Verzögerungspunkt) ist eine felsige Landspitze an der Küste des ostantarktischen Königin-Marie-Lands. Sie ragt bis zu 185 m auf und liegt auf der Westseite der Melba-Halbinsel etwa 10 km westlich des Kap Charcot.
Entdeckt wurde es bei der Australasiatischen Antarktisexpedition (1911–1914) unter der Leitung des australischen Polarforschers Douglas Mawson. Benannt hat es die Ostgruppe der Westbasis, die bei ihrer Schlittenexkursion hier im November 1912 mehrere Tage durch schlechtes Wetter aufgehalten wurde.